# Liste d'organisations néonazies
Cet article fournit une liste d'organisations néonazies, non exhaustive, classé par pays et continents.

## International
- 764, réseau cybercriminel pédophile fondé en 2021.
- Active Club, réseau transnational décentralisé fondé en 2020 aux États-Unis.
- La Base, réseau transnational décentralisé terroriste fondé en 2018.
- Blood and Honour, réseau de promotion musical fondé en 1987 au Royaume-Uni.
- Division Atomwaffen, réseau terroriste fondé en 2013 aux États-Unis.
- Feuerkrieg Division, organisation terroriste fondée en 2018 en Estonie.
- Hammerskins, réseau skinhead néonazi fondé en 1988 aux États-Unis.
- Misanthropic Division, organisation paramilitaire fondée en 2013 en Ukraine.
- Nouvel ordre européen, organisation européenne fondée en 1951 en Suisse. Disparue dans les années 2010.
- Stille Hilfe, organisation d'entraide aux criminels de guerre nazis fondée en 1951 en Allemagne.
- World Union of National Socialists, organisation fondée en 1962 aux États-Unis.

## Afrique

### Afrique du Sud
- Blanke Bevrydingsbeweging (en), organisation fondée en 1985 et bannie en 1988.
- Mouvement de résistance afrikaner, parti politique fondé en 1973 prônant la restauration des républiques boers du XIXe siècle au sein de l'Afrique du Sud.
- Ossewabrandwag, organisation fondée en 1939 et disparue en 1952.

### Zimbabwe
- Rhodesian White People's Party (en), parti fondé et banni en 1976.

## Amérique

### Amérique du Nord

#### Canada
- Garde aryenne (en)
- Heritage Front (en), une organisation néonazie[1] et suprémacisme blanc fondée en 1989 et dissoute vers 2005[2].
- Parti National Socialiste du Canada, un parti fondé en 2006 par Terry Tremaine (en).
- Parti nazi canadien (en)
- Tri-City Skins (en)

#### États-Unis
- Alliance nationale, un groupe fondé en 1974 par William Luther Pierce et basé à Hillsboro en Virginie-Occidentale.
- Armée républicaine aryenne, un groupe criminel actif du début au milieu des années 1990.
- Fraternité aryenne, un violent gang de détenus fondé en Californie en 1964, dans la prison d'État de San Quentin, après la fin de la ségrégation dans les lieux de détention, et qui s'est développé dans le reste du pays.
- Front de libération national-socialiste
- Front nationaliste
- Keystone United (en) (anciennement Keystone State Skinheads)
- Mouvement Créativité (anciennement Église mondiale du Créateur)
- Mouvement national-socialiste
- National Socialist Vanguard (en)
- National Vanguard (en)
- Nazi Lowriders, un gang de détenus fondé en 1978.
- NSDAP/AO (1972) (en)
- Patriot Front
- Resistance Records, un label discographique fondé en 1993 et basé au Texas.
- Sadistic Souls Motorcycle Club (en)
- White Aryan Resistance
- White Revolution (en)
- Traditionalist Worker Party, Un parti qui implose en 2019 à la suite de scandales sexuels[3].
- The Aryan Circle, gang impliqué dans le trafic de drogue[4].
- Hammerskins
- Identity Evropa
- Vanguard America (en)
- Renegade Tribune (en)
- The Right Stuff (en)
- The Order

##### Parti politique
- Ligue national socialiste
- Parti nazi américain
- National Renaissance Party
- Parti national-socialiste d'Amérique (en)

### Amérique latine

#### Argentine
- Partido Nuevo Triunfo, un parti nationaliste argentin considéré comme néonazi.

#### Brésil
- Carecas do ABC (ABC region Skinheads) - Brésil
- Front 88 - Brésil[5]
- Impacto Hooligan - Brésil[6]
- Kombat RAC - Brésil[7]
- Neuland, un violent groupe néonazi brésilien actif depuis la dernière partie de la première décennie du 21e siècle[8],[9],[10].

#### Chili
- Patria Nueva Sociedad

#### Mexique
- Front nationaliste du Mexique[11]

#### Uruguay
- Orgullo Skinhead, le National Revolutionary Front of Uruguay et Poder Blanco étaient trois organisations néonazies actives en Uruguay à la fin des années 1990 et au début des années 2000[12].

## Asie

### Iran
- Ligue aryenne, un parti politique néo-nazi iranien.
- Parti Azur (en), un parti politique néo-nazi iranien.
- SUMKA, un groupe néonazi iranien que l'on connu aussi sous le nom Hezb-e Sosialist-e Melli-ye Kargaran-e Iran ou groupe National-socialiste des Travailleurs d'Iran.

### Japon
- National Socialist Japanese Workers' Party – Japon
- Samouraï Spirit Skinhead[13]
- Yellowside 28[14]

### Mongolie
- Tsagaan Khass

### Philippines
- Philippine National Front[15]

### Taïwan
- Association National-Socialiste (en)

## Europe

### Allemagne

#### Organisations actives
- Der III. Weg, parti politique fondé en 2013.
- Elblandrevolte (de), groupe violent principalement actif en Saxe, fondé en 2024.
- La Patrie (anciennement Parti national-démocrate d'Allemagne), parti politique fondé en 1964.
- Saxons libres (de), mouvement sécessionniste saxon.
- Weser-Ems Aktion, groupe actif à Brême et en Basse-Saxe[16].

#### Organisations inactives
- Alternative allemande (en), organisation fondée en 1989 et bannie en 1992.
- Antizionistische Aktion, organisation active des années 1980 aux années 1990.
- Artgemeinschaft (en), organisation néopaïenne fondée en 1951 et bannie en 2023.
- Combat 18, section allemande de la branche armée du réseau britannique Blood and Honour. Elle est impliquée en juin 2019 dans l'assassinat d'un élu jugé pro-migrant. Dissoute en 2020 par les autorités en conséquence[17].
- La dernière vague de défense, groupe violent composé exclusivement de mineurs, fondé en 2024 et démantelé en 2025[18].
- Deutsche Heidnische Front (en), branche allemande de l'Allgermanische Heidnische Front, active de 1998 à 2005.
- Freies Netz Süd, groupe fondé en 2009 et banni en 2014.
- Front nationaliste (en), groupe strasseriste fondé en 1985 et banni en 1992.
- Gruppe S. (de), groupe terroriste fondé en ligne en 2019 et démantelé en 2020.
- Gesinnungsgemeinschaft der Neuen Front, organisation active de 1984 jusqu'aux années 1990.
- The Immortals (en), groupe actif durant les années 2010.
- Nationalsozialistischer Untergrund, groupe terroriste actif de 2000 à 2011.
- Nordkreuz, groupe paramilitaire soupçonné de projets d'attentats terroristes, formé en 2016 et démantelé en 2017.
- Die Rechte, parti politique fondé en 2012 et dissout en 2025.
- Révolution Chemnitz (de), groupe terroriste fondé en 2018 démantelé la même année[19],[20].
- Séparatistes saxons, groupe paramilitaire fondé en 2020 et démantelé en 2024[21].
- Wiking-Jugend, organisation de jeunesse fondée en 1954 et interdite en 1994.

##### Anciens partis politiques
- Aktionsfront Nationaler Sozialisten/Nationale Aktivisten, parti fondé en 1979 et dissout en 1983
- Deutsch-Soziale Union (de), parti politique strasseriste fondé en 1956 et dissout en 1962.
- Freiheitliche Deutsche Arbeiterpartei (de), parti fondé en 1979 et dissout en 1995.
- Offensive nationale, parti politique fondé en 1990 et interdit en 1992.
- Parti impérial allemand, parti politique actif de 1950 à 1965.
- Sozialistische Reichspartei, parti politique fondé en 1949 et interdit en 1952.
- Volkssozialistische Bewegung Deutschlands / Partei der Arbeit (de), parti politique fondé en 1971 et dissout en 1982.

### Autriche
- Kameradschaftsring Nationaler Jugendverbände, un cercle de jeunesse autrichienne néo-nazie.

### Belgique
- L'Assaut, groupe violent et négationniste actif à Bruxelles entre 1988 et 1993.
- Blood and Honour Vlaanderen, branche flamande du Blood and Honour, active durant les années 2000.
- Sang-Terre-Honneur et Fidélité, organisation terroriste basée en Flandre, fondée en 2004 et démantelée en 2006.
- Vlaamse Militanten Orde, groupe armé actif en Flandre de 1946 à 1981.

### Bosnie-Herzégovine
- Mouvement de la fierté nationale bosniaque

### Croatie
- Authentique parti croate des droits (en)

### Danemark
- Front danois (en)
- Mouvement national-socialiste du Danemark (en)
- Parti des Danois (en)

### Espagne

#### Organisations actives
- Alliance nationale, un parti politique fondé en 2005 et considéré comme ouvertement néonazi[22].
- Boixos Nois (ca), groupe hooligan de supporters du FC Barcelone, actif depuis 1981.Banni des tribunes par Laporta depuis 2003[23],[24].
- Estado Nacional Europeo (es), parti politique catalan fondé en 1995.
- Hogar Social Madrid, groupe violent basé à Madrid, fondé en 2014[25],[26].
- Núcleo Nacional, groupe violent actif depuis 2024[27].

#### Organisations inactives
- Bases autonomes (en), groupe violent fondé en 1983, actif jusqu'au milieu des années 1990.
- Bastión Frontal, groupe violent actif de 2020 à 2022[28].
- CEDADE, groupe politique actif de 1966 à 1993.
- Mouvement social républicain, parti politique actif de 1994 à 2018.

### Finlande
- Isänmaallinen Kansanrintama, groupe terroriste fondé en 1976 et dissout en 1977 ;
- Kansallinen Liittoneuvosto, coalition de plusieurs partis néonazis fondée en 1994[29] ;
- Kansallis-Demokraattinen Puolue, parti politique fondé en 1981 et disparu en 2003, membre de la WUNS[30],[31] ;
- Turun Hengentieteen Seura, organisation ésotérique fondée en 1971 devenue organe de propagande néonazie, dissoute en 1977.

### France

#### Organisations actives
- Division aryenne française, groupe violent « chasseur de pédophiles »[32].
- Église de Wotan, groupe politico-religieux wotaniste, actif depuis 2015[33].
- Kop of Boulogne, groupe hooligan de supporters du Paris Saint-Germain[34], actif depuis 1978.
- Korrigans Squad, groupe hooligan basé à Rennes[35].
- LOSC Army, groupe hooligan de supporters du LOSC Lille[36].
- MesOs, groupe hooligan basé à Reims[37].
- Mezza Lyon, groupe hooligan basé à Lyon[38].
- Les Lions de Flandres (dénommé anciennement Organisation Zéro), groupe violent basé à Lille, actif depuis au moins 2023[39].
- L'Oriflamme Rennes, groupe violent créé en sécession de l'Action française en 2023[40].
- Parti national breton, groupe néonazi et nationaliste breton créé en 2022 (à ne pas confondre avec le Parti national breton actif de 1931 à 1944, dont il reprend le nom)[41]
- Strasbourg Offender, groupe hooligan de supporters du RC Strasbourg, actif depuis 2018.
- Vandal Besak, groupe violent basé à Besançon[42].
- Zoulous Nice, groupe violent basé à Nice[43].

#### Organisations inactives
- Avaricum SkinHead Crew, groupe skinhead néonazi[44].
- Cellule autonomiste et totalitaire Tiwaz 2882, groupe terroriste actif en Alsace durant les années 2000.
- Charlemagne Hammerskins, branche française des Hammerskins, sataniste et liée à la scène black metal néonazie, active entre 1993 et 1998[45],[46].
- Combat 18, branche française du groupe armé britannique, dissoute en 2019.
- Division Martel, groupe violent basé à Paris, fondé en 2022 et dissout en 2023[47],[48],[49].
- Fédération d'action nationale et européenne, parti politique fondé en 1966 et dissout en 1987.
- Honneur et nation, groupe terroriste complotiste fondé en 2019 et démantelé en 2021[50],[51].
- Nomad 88, groupe armé de skinheads néonazis actif durant les années 2000.
- L'Ordre du Vril, société secrète[52].
- Parti national-socialiste ouvrier français, parti fondé en 1961[52].
- Parti prolétarien national-socialiste, parti fondé en 1963, affilié à la World Union of National Socialists[52].
- Viola Front, groupe hooligan actif à Toulouse des années 1980 jusqu'aux années 2000[53],[54].
- WaffenKraft, groupe terroriste organisé en ligne entre 2017 et 2018[55],[56],[57].
- White Wolf Klan, groupe violent actif en Picardie durant les années 2010.
- Zouaves Paris, groupe violent actif à Paris, fondé en 2018 et dissout en 2022.

### Grèce
- Aube dorée, un parti politique néonazi grec.

### Hongrie
- Front national hongrois, un ancien parti politique hongrois d'idéologie hungariste et néonazie doté d'une organisation paramilitaire.
- Mouvement Pax Hungarica

### Italie
- Avanguardia Nazionale
- Base Autonoma (it), une organisation d'extrême droite fondé en 1991 et dissoute en 1993.
- Centro Studi Ordine Nuovo
- Front vénitien des skinheads (it), une organisation d'extrême droite liée à la mouvance skinhead néonazi. Présente en Vénétie et en Lombardie.
- Militia
- Movimento Politico
- Werwolf Division, ensuite renommée Divisione Nuova Alba, organisation terroriste apparue en 2022 en Émilie-Romagne, démantelée en 2024[58],[59].

### Lituanie
- Mouvement ouvrier unifié lituanien

### Norvège
- Boot Boys
- Odalisme
- Mouvement national-socialiste de Norvège (en)
- Norwegian Germanic Army (en)
- Vigrid (en)

### Pays-Bas
- Union du peuple néerlandais, en raison de ses nombreux appels à la réhabilitation des criminels de guerre condamnés à la suite de la Seconde Guerre mondiale et le port de costumes SS lors de manifestations, il est considéré parmi les plus extrêmes partis politiques de l’extrême droite néerlandaise.

### Portugal
- Mouvement armillaire lusitanien (pt), groupe armé fondé en 2018 et démantelé en 2025

### Royaume-Uni
- Mouvement britannique
- British People's Party (en)
- Blood & Honour, un réseau de promotion de musique néonazie fondé en 1987 composé de boneheads et d'autres nationalistes. Ce groupe organise des concerts White Power de groupes de rock anticommuniste (RAC) et distribue un magazine éponyme. Il existe plusieurs divisions officielles de ce réseau dans divers pays[60].
- Colonne 88 (en), une organisation paramilitaire.
- Combat 18, une violente organisation associée à Blood & Honour.
- National Action
- Northern League (en)
- Société du 9 novembre (en) (Aussi connu comme le British First Party)
- Sonnenkrieg Division, désignée terroriste par le Royaume-Uni et l'Australie
- Parti de l'action nationale-socialiste (en)
- Mouvement national-socialiste (en)
- Racial Volunteer Force (en)

### Russie
- Format 18 (en), groupe basé à Moscou, actif de 2005 à 2010.
- Maniaques. La secte des tueurs, groupe criminel sectaire[61].
- Organisation terroriste de combat (en), groupe criminel basé à Saint-Pétersbourg, actif de 2003 à 2006.
- Pamiat, organisation active de 1980 à 2021.
- Parti national-socialiste russe (en), organisation fondée en 1999, active durant les années 2000.
- Société national-socialiste (en), organisation active de 2004 à 2010.
- Union nationale russe, parti fondé en 1993 et disparu en 1998 et 1999.
- Union slave (en), organisation fondée en 1999 et interdite en 2010.
- Unité nationale russe, organisation paramilitaire et parti politique fondé en 1990 et disparu en 2000.

### Serbie
- Alignement national, une organisation néonazie fondée en 2004 et qui a organisé des manifestations antisémites en 2005. Dix-huit de ses membres éminents ont été arrêtés et ont été condamnés à de longues peines de prison[62], l'organisation a été interdite sur le territoire serbe en 2012[63].
- Action serbe

### Slovaquie
- Parti populaire « Notre Slovaquie »[64],[65],[66]

### Suède
- Front national-socialiste (en), a existé de 1954 à 2008 et reformé sous le nom de Parti des suédois (en)
- Alliance nationale (en)
- Parti des Suédois (en)
- Parti du Reich nordique
- Résistance blanche aryenne (en)
- Mouvement de résistance nordique

### Suisse
- Junge Tat (anciennement Eisenjugend Schweiz), groupe armé actif depuis 2020 à Winterthour[67],[68],[69].
- Swastiklan Wallis, groupe hooligan actif dans le canton du Valais[70],[71].
- Volkspartei der Schweiz (en), parti politique fondé en 1951, inactif aujourd'hui.

### Turquie
- Développement vigoureux dans l'activité nationale. Un groupe néonazi a existé à Izmir en 1969, lorsqu'un groupe d'anciens membres de CKMP (parti précurseur du MHP) a fondé l'association « Nasyonal Aktivitede Zinde İnkişaf » (NAZİ). Le club a maintenu deux unités de combat. Les membres portaient des uniformes SA et utilisaient le salut Hitler. L'un des dirigeants (Gündüz Kapancıoğlu) a été réintégré au MHP en 1975[72].
- Nasyonal Aktivitede Zinde İnkişaf (en)
- Nasyonal Sosyalist Odak

### Ukraine
- Assemblée sociale-nationale
- Patriotes d'Ukraine
- Parti social-national d'Ukraine, devenu All-Ukrainian Union Svoboda en 2004[73].
- Régiment Azov
- Svoboda (parti ukrainien)
- S14

## Océanie

### Australie
- Action nationale (en), parti politique nationaliste parfois considéré comme néonazi.
- Antipodean Resistance
- Front des patriotes unis (en)
- Ligue de la jeunesse patriotique (en), une organisation jeunesse néonazie dont les membres se décrivent comme des nationalistes radicaux[74]. Leur logo est l'Eureka Flag
- National Socialist Network
- Parti national-socialiste de l'Australie (en)
- Parti national-socialiste australien (en)

### Nouvelle-Zélande
- Action Zealandia
- Black Order (en)
- Front national néo-zélandais, un petit parti politique.
- Parti national-socialiste de Nouvelle-Zélande (en)
- Right Wing Resistance (en)
- Unité 88 (en)

## Source de la traduction
- (en) Cet article est partiellement ou en totalité issu de l’article de Wikipédia en anglais intitulé « List of neo-Nazi organizations » (voir la liste des auteurs).